# Georges Friboulet
Œuvres principales
- Gaminerie (1952)
- Prélude pour Fabienne (1955)

Georges Friboulet est un pianiste et compositeur français né le 26 juillet 1910 au Havre et mort le 14 février 1992 à Athis-Mons.

## Biographie

### Origines
Georges, Édouard Friboulet est né au Havre dans le département de la Seine-Inférieure, le 26 juillet 1910,, où ses parents se sont mariés trois ans plus tôt, le 21 mai 1907. Son père, Georges Léonce Friboulet (1880-1948), employé de commerce, est originaire d'Octeville-sur-Mer d'une famille de cultivateurs laitiers et sa mère, Hélène Marie Lamotte (1886-1977), couturière, de Rochefort-sur-Mer dans le département de la Charente-Inférieure, est la fille d'un ébéniste des chantiers navals. De cette union est né un premier fils, Roger Friboulet, le 25 février 1908.
En 1912, la famille déménage pour Yvetot et achète un commerce de chaussures avec son logement situé au-dessus, place de l'Hôtel de Ville. Deux ans plus tard, la Première Guerre mondiale éclate. Le père est mobilisé pendant toute la durée du conflit et accède au grade de caporal dans le 24e régiment d'infanterie territoriale. Il revient donc à la mère de gérer foyer et magasin, lourde tâche qu'elle mène à bien.

### La carrière artistique
Passionné de musique, il suit des cours privés en 1924, achète des partitions et apprend le piano. Ses premières influences musicales sont les œuvres de Charles Gounod, Camille Saint-Saëns et Jules Massenet. Autre passion du jeune artiste, la littérature et la poésie. Ses parents l'encouragent dans cette voie et décident de sa formation musicale. Il devient en 1926 élève à la maîtrise Saint-Evode de la cathédrale de Rouen et il a pour professeur, Henri Beaucamp, titulaire des orgues de la cathédrale de Rouen et père d'Albert Beaucamp. La même année avec des amis musiciens, il dirige un orchestre, dénommé Géo-Jazz, dans un bal à Yvetot et qui emporte l'adhésion du public.
Alors âgé de 18 ans, Georges Friboulet entre en 1928 au Conservatoire national supérieur de musique et de déclamation où il suit les enseignements de Georges Caussade, de Raymond Pech et d'Henri Büsser. Il obtient successivement, le Prix Halphen d'harmonie et de fugue en 1932 et 1933, le premier prix d'harmonie en 1934 puis le premier prix de fugue en 1935. Cette dernière année est prolifique pour Georges avec la création de sa première œuvre musicale : Cantilène pour flûte, suivi en 1936 de Divertissement pour flûte et cordes, Ouverture symphonique et La Petite Harpe. Il devient professeur suppléant de la classe d'harmonie de Raymond Pech, de 1933 à 1942. Mais surtout, Georges Friboulet est admis au concours d'essai du Prix de Rome à Fontainebleau, le 30 avril 1936 et reçoit la distinction du 1er accessit de composition musicale, en 1938. Son frère Roger quant à lui, se destine à reprendre le commerce familial à Yvetot et épouse dans cette même commune, Raymonde Marie Hélène Liberprey, le 3 janvier 1931.
La Seconde Guerre mondiale qui voit sa ville d'enfance entièrement détruite par les allemands en juin 1940 et ses premières œuvres orchestrales disparues dans les décombres de sa maison à Yvetot, l'empêche de poursuivre l'aventure de la Villa Médicis. Au début de la guerre, Georges Friboulet fait la connaissance de Fabienne Henrard, fille de Jean Victor Henrard (1891-1979) officier militaire belge pendant la Première Guerre mondiale au 10e régiment d’Infanterie de ligne d'Arlon en Belgique, fondé de pouvoir dans la banque et au siège d'Électricité de France. Elle est née à Paris, le 7 octobre 1918 dans le 14e arrondissement, pianiste comme Georges, et obtient son premier prix de piano au Conservatoire national supérieur de musique et d'art dramatique de Paris en 1941.
Georges Friboulet  est démobilisé en juin 1940 et reprend son poste de suppléant dans sa classe d'harmonie à la réouverture du Conservatoire de Paris au mois de septembre suivant. Le voici membre des jurys d'examens et concours d'harmonie et de fugue à ce même Conservatoire, de 1942 à 1944. Georges Friboulet épouse Fabienne Henrard à Paris, le 27 avril 1943 dans le 5e arrondissement. De cette union sont nés deux garçons, Jean-Édouard le 8 février 1944 et Michel le 22 juillet 1948. Après-guerre, Friboulet s'intéresse aussi au cinéma en composant des musiques de documentaires : Images du Pays basque (1947) et La Vallée d’Aoste (1949). Il élabore l'orchestration des films : La Danseuse de Marrakech (1949), Monsieur Menu (1950) et Sérénade au bourreau (1951) avec son ami Marcel Landowski. Ces œuvres sont signées sous le pseudonyme de Jean Daco, nom emprunté à l'arrière-grand-père de son épouse Fabienne Henrard. Dans le domaine de l'orchestration et de l'harmonisation, il travaille aussi pour des artistes de la chanson : Édith Piaf, Tino Rossi ou Henri Salvador.
Son vœu de diriger une école de musique se concrétise avec sa nomination au poste de directeur du Conservatoire de musique, de déclamation et de danse de Casablanca au Maroc. M. et Mme Friboulet sont reçus au Maroc le 16 septembre 1951 par les responsables de la municipalité et des Beaux-arts dont l'oncle de Fabienne, le peintre Félix Bellenot,. Sa nouvelle fonction prend effet au 1er octobre 1951 et Fabienne devient professeur de piano dans ce même Conservatoire. Georges Friboulet a sous sa responsabilité  28 professeurs et 1 200 élèves. Période féconde pour le compositeur avec principalement la création en 1952, de cinq chœurs à cappella : Fable, La fille qui avait toujours froid, Le Colporteur, Un beau matin, Berceuse corse. En 1953, Gaminerie pour trompette et piano. En 1954, Messe en ré pour orchestre, chœurs, soli et orgue, créée en l’église du Sacré-Cœur de Casablanca. En 1955, Prélude pour Fabienne pour piano. En 1956, Les Sept jours de la semaine pour piano et en 1957, Prélude chromatique (se reporter au chapitre détaillé : Œuvres). Son action au sein de l'établissement est couronnée de succès avec une hausse significative des effectifs : 35  professeurs, 1 300 élèves répartis dans 25 classes dont une consacrée à la musique arabe. Enfin à son actif, la création de l’orchestre et de la chorale du Conservatoire.

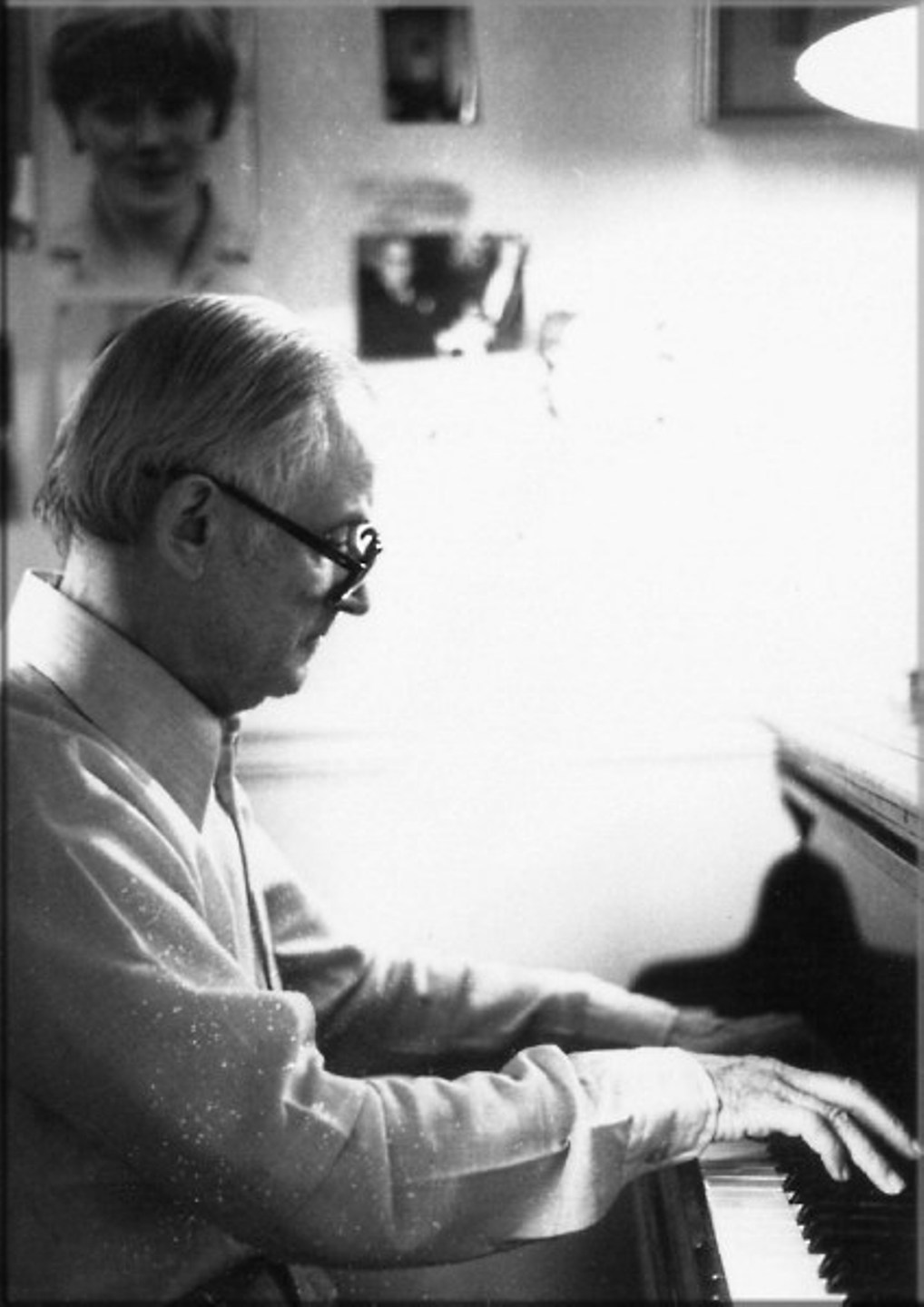
Georges Friboulet photographié en 1975 au Conservatoire national supérieur de musique de Paris.

Mais sa réussite lui vaut des inimitiés et des jalousies dans son entourage professionnel. En vacances à Megève en Haute-Savoie, il apprend le 3 août 1957 par une notification, que son contrat n'est pas reconduit. Pour Georges Friboulet, c'est la consternation. Fabienne Friboulet de par son affectation à Casablanca, repart au Maroc à la fin du mois de septembre 1957 avec ses deux enfants. Cette séparation qui perdure, a fini par avoir raison du couple et elle pense à une procédure de divorce dès 1959. L'année suivante, Fabienne est également nommée au Conservatoire de Rabat et après un second mariage à Casablanca le 29 mars 1967 avec Victor Bessis, elle prend sa retraite en 1972 et revient en France par la suite. Pour vivre, Georges est obligé de travailler le jour comme employé aux écritures au ministère de l'Éducation Nationale et la nuit, comme pianiste de variétés au cabaret des Capucines. Les déconvenues se succèdent de par les échecs successifs à toutes ses candidatures pour des postes de directeur en province.
Georges Friboulet reçoit le Prix Henri Rabaud au mois d'avril 1958. La même année, son frère Roger disparaît à l'âge de cinquante ans, le 4 septembre à Lourdes. Enfin l'espoir renaît grâce à l'appui de Raymond Gallois-Montbrun et Marcel Landowski. Le 1er juin 1964, Georges devient assistant technique aux Études musicales du Conservatoire de Paris, aux côtés du directeur Raymond Gallois-Montbrun, jusqu'en 1978.

### Les dernières années
Georges Friboulet continue de recevoir maintes récompenses dont celle de Chevalier des Palmes académiques en 1956 et il est médaillé d'argent du Mérite civique en 1957. Il accède successivement à la fonction de secrétaire général des Amis du Conservatoire en 1965 et secrétaire définitif de la Sacem en 1966.
Le compositeur prend sa retraite en 1978 et se retire en fin de vie à Morsang-sur-Orge dans le département de l'Essonne avec sa nouvelle compagne, une ancienne élève de Casablanca. Mais celle-ci l'éloigne de son milieu musical et elle finit par lui enlever toute envie de création artistique, sa raison même de vivre. Pressentant sa fin proche, il confie à son fils aîné : « j'ai peu écrit, mais j'ai tout écrit ». Il résume par ces quelques mots, l'originalité et la préciosité de sa musique, sa non-appartenance à quelque école. Âgé de 81 ans, Georges Friboulet meurt le 14 février 1992 à l'hôpital d'Athis-Mons,. Ultime reconnaissance, la Bibliothèque nationale de France accepte en 2006, le don de ses archives personnelles : œuvres manuscrites, écrits, correspondance et photographies.

## Œuvres

### Vocales et instrumentales
- 1929 : Pensée lointaine, Gondole errante, Les roses du soir, Des feuilles tombent, Prélude vénitien. Premières œuvres pour piano éditées chez Veraeghen à Rouen.
- 1930 : La belle Aude, cantate pour orchestre, chœurs et soli.
- 1931 : Improvisation, pour violon et piano.
- 1931 : Andante et Allégro, pour piano et clarinette.
- 1931 : Prends cette rose, chœur à quatre voix.
- 1931 : Pièce brève, pour harpe.
- 1934 : Dolce e gracioso, À une ballerine, Berceuse pour l'enfant brune, Divertissement, quatre pièces pour piano.
- 1935 : Courante, pour flûte et orchestre.
- 1935 : Cantilène pour flûte.
- 1936 : Trio pour violon, violoncelle et piano. Créé pour le concours d'essai du Prix de Rome et interprété à Fontainebleau par Raymond Gallois-Montbrun, Jacques Nelse et Pierre Sancan. Le manuscrit est détruit à Yvetot en 1940 au début de la Seconde Guerre mondiale.
- 1936 : Divertissement pour flûte et cordes.
- 1936 : Ouverture symphonique.
- 1936 : La petite harpe.
- 1937 : La vie c'est comme çà, pour soprano et orchestre.
- 1937 : La jeune Tarentine, pour 3 voix de femmes et piano.
- 1937 : Le Jardin de mon château.
- 1938 : Hiver, pour 3 voix et orchestre.
- 1938 : Il est des fins des jours, pour soprano et piano.
- 1939 : Récit, pour violoncelle et orchestre.
- 1940 : Vous avez allumé les lampes, pour 3 voix et piano.
- 1940 : Visions, mélodie pour chant et piano.
- 1941 : Ronde d'ennui, mélodie pour chant et piano.
- 1941 : Cantilène du moribond, mélodie pour chant et orchestre.
- 1941 : Divertissement fugué sur un thème populaire corse, pour orchestre moyen.
- 1941 : Berceuse pour l'enfant brune, pour orchestre moyen.
- 1941 : Divertissement, pour flûte solo et orchestre moyen.
- 1942 : Mouvement de sonate, pour violon et piano.
- 1945 : L'heure du poète, pour chant et piano.
- 1947 à 1951 : Musique de films, sous le pseudonyme de Jean Daco, se reporter au chapitre cinéma.
- 1951 : Notre Père, pour chant et orgue.
- 1951 : Montagnes, pour chant et piano.
- 1952 : Fable, La fille qui avait toujours froid, Le colporteur, Un beau matin, Berceuse corse, cinq chœurs à cappella.
- 1952 : Motet au Christ-Roi pour chœurs, orgue et orchestre.
- 1952 : Go rings ben bells, Paix aux pauvres gens, Mes souliers dorés, trois Négro spirituals.
- 1952 : Mes souliers dorés pour violon, piano et orgue.
- 1952 : Gaminerie, pour trompette et piano.
- 1952 : Mélanges, ballet.
- 1952 : Menuet archaïque et Rondo fugué et Impression fausse, deux pièces pour le piano.
- 1952 : Chanson de février et La leçon de solfège, deux chœurs à trois voix égales.
- 1952 : Trois tableaux musicaux, à trois voix égales et orchestre.
- 1952 : Menuet archaïque, pour orchestre moyen.
- 1954 : Messe en Ré pour chœurs, orgue et orchestre, créée en l'église du Sacré-Cœur de Casablanca.
- 1954 : Tempo de valse, pour orchestre.
- 1955 : Prélude pour Fabienne, pour piano.
- 1955 : Suite légère d'airs à danser, pour orchestre.
- 1955 : Berceuse à doudou et La petite vieille, pour chœur à trois voix égales.
- 1955 : Rêverie, prélude pour piano.
- 1955 : Inquiétude et Morbidezza, pour piano.
- 1956 : Les 7 jours de la semaine, pour piano.
- 1957 : Prélude chromatique.
- 1958 : Deux préludes, pour piano.
- 1958 : Introduction et marche, pour trompette et piano.
- 1959 : Suite sans fin, pour orchestre de chambre 1959 créée par l'orchestre de la RTF et diffusée sur France Musique en 1960.
- 1965 : Mélancolia, valse pour piano.
- 1966 à 1977 : Neuf recueils pour piano édités au cours de cette période, 14 pièces pour le piano, Le cahier de Maryse, Le cahier de Fabienne, Gestes et sentiments, Pour passer le temps, Le Pré-aux-Loups, Le Troglodyte, La petite famille, et Nous.
- 1977 : La Goélette, pour piano et quatre voix mixtes.

### Concerts
- 17 janvier 1935 et 2 février 1936 : Cirque de Rouen. Programmes des concerts imprimés par les éditions Lecerf à Rouen.
- 20 juin 1937 : Concert à la Schola Cantorum de Paris.
- 20 juin 1940 : Diffusion à la radio de la Berceuse pour l'enfant brune, œuvre pour orchestre, Radio Paris.
- 3 octobre 1942 : Œuvres orchestrales exécutées au Salon d'automne, Palais de Tokyo, Paris.
- 3 février 1942 et 8 mai 1942 : Œuvres musique de chambre exécutées Salle Gaveau, Paris.
- 23 novembre 1952 : Première audition du Motet au Christ-Roi, inauguration du Sacré-Cœur de Casablanca.
- 17 décembre 1955 : Première audition de la Messe en Ré, inauguration de l'église Saint-Paul de Bourgogne, Casablanca.
- 1951 à 1957 : Toutes les œuvres chorales, instrumentales et orchestrales composées au cours de cette période, sont exécutées au Théâtre de Casablanca et à Radio Maroc.
- 17 mars 1960 : Diffusion à la radio de la Suite sans fin, orchestre de la RTF, France Musique.

### Cinéma
Musiques de films, sous le pseudonyme Jean Daco :
- 1947 : Images du Pays basque, court-métrage. Réalisation Yvette Auroy, Atlantic film, production SDAC, archives BNF et CNC.
- 1949 : La danseuse de Marrakech, long métrage, réalisation Léon Mathot et sous la direction musicale de José Padilla Sánchez, 1949, archives CNC.
- 1949 : La vallée d'Aoste, court-métrage, production Roger Chouquer, 1949, archives CNC.
- 1950 : Monsieur Menu, court-métrage avec Maurice Bourbon, réalisation Jean Loubigne, production Codo Cinéma, 1950.
- 1951 : Sérénade au bourreau, réalisation  Jean Stelli et sous la direction musicale de son ami Marcel Landowski, production Codo Cinéma, 1951.

La nomination de Georges Friboulet à Casablanca le 1er octobre 1951 a mis court à ses débuts prometteurs dans la composition musicale de films et de chansons notamment : Loin de mon pays, Fleur des Antilles, La valse créole, Kalalou Gombo, archives BNF.
Georges Friboulet a harmonisé et orchestré des chansons d'Édith Piaf, Tino Rossi ou Henri Salvador, après la guerre.

### Écrits
- Georges Friboulet (préf. Henri Büsser), 40 Leçons d'harmonie (partition), Paris, Éditions Henry Lemoine, 1944, 16 p.
- Georges Friboulet (préf. Manuel Rosenthal), Technique de l'harmonie du jazz (partition musicale imprimée), Paris, Éditions Salabert, 1944, 120 p.
- Georges Friboulet, Vingt-quatre leçons d'harmonie : douze chants donnés dans le mode majeur et douze chants donnés dans le mode mineur, Paris, Éditions Alphonse Leduc, 1965

Georges Friboulet est critique musical dans les revues Artistes et écrivains normands (1934-1935) et dans Arts et Idées (1937-1939) :
- Georges Friboulet, La musique : Écrits sur la musique, Paris, « s.n. », éditeur non connu, coll. « Arts et idées » (no 11), octobre 1937, 40 p. (ISSN 2022-5083, lire en ligne), p. 34 à 35

## Récompenses et distinctions
- 1932 : Prix Halphen d'harmonie.
- 1933 : Prix Halphen de fugue.
- 1934 : 1er Prix premier nommé d'harmonie.
- 1935 : 1er Prix premier nommé de fugue.
- 1936 : Admis au concours d'essai du Prix de Rome à Fontainebleau.
- 1938 : 1er accessit de composition musicale.
- 1956 : Officier des Palmes académiques.
- 1957 : Médaillé d'argent du Mérite civique.
- 1958 : Prix Henri Rabaud.

## Mémoire
- Le samedi 20 octobre 2012, le Cercle d'étude du patrimoine cauchois organise une conférence sur « Georges Friboulet, un compositeur yvetotais », au Conservatoire Fernand-Boitard à Yvetot[13].

### Ouvrages
- Jean-Édouard Friboulet, Georges Friboulet (1910-1992) : un compositeur yvetotais (Biographie), Yvetot, Éditions du Cercle d'études du patrimoine cauchois, coll. « La Gazette du patrimoine cauchois » (no 39), juin 2012, 32 p. (ISSN 1255-5576).
- Jean Thévenot (préf. Max-Pol Fouchet), Trente ans d'antenne : ma radio, ma télé des années cinquante, Paris, Éditions L'Harmattan, 1er septembre 2009, 346 p. (ISBN 978-2-29609-203-7, lire en ligne), p. 56 (Georges Friboulet)
- Bibliothèque nationale de France, Bibliographie de la France : musique, Paris, Éditions de la Bibliothèque nationale de France (no 39), 27 septembre 1978, 32 p. (ISSN 0150-5971, lire en ligne), notices 78-438/439, chap. A (« Œuvres instrumentales »), p. 62 - Friboulet Georges
- (en) The Library of Congress, Catalog of Copyright Entries : Published Music, vol. 4, Washington (district de Columbia), Éditions Library of Congress, juillet-décembre 1950, 336 p. (lire en ligne), p. 486 (Friboulet Georges)[21].

### Encyclopédies
- Marc Vignal (dir.), Dictionnaire de la musique, Paris, Éditions Larousse, septembre 2001 (réimpr. 2005), 1085 p. (ISBN 2-03511-354-7, OCLC 896013420, lire en ligne)
- Marc Honegger (nouvelle édition), Dictionnaire de la Musique : Les Hommes et leurs Œuvres, t. 1 (A-K), Paris, Éditions Bordas, 13 octobre 1993 (1re éd. 1970), 763 p. (ISBN 978-2-04019-973-9)
- Marc Honegger (nouvelle édition), Dictionnaire de la Musique : Les Hommes et leurs Œuvres, t. 2 (L-Z), Paris, Éditions Bordas, 13 octobre 1993 (1re éd. 1970), 763 p. (ISBN 978-2-04019-972-2)
- Albert Lavignac (dir.) et Lionel de La Laurencie (dir.), Encyclopédie de la musique et dictionnaire du conservatoire : Histoire de la musique, vol. 1, Paris, Éditions Delagrave, 1914 (1re éd. 1913), 1384 p. (OCLC 269272, BNF 37069136, lire en ligne), partie 1
- Albert Lavignac (dir.) et Lionel de La Laurencie (dir.), Encyclopédie de la musique et dictionnaire du conservatoire : Histoire de la musique, Espagne-Portugal, vol. 3, Paris, Éditions Delagrave, 1920 (1re éd. 1913), 1518 p. (OCLC 269272, BNF 37069136, lire en ligne), partie 1
- Albert Lavignac (dir.) et Lionel de La Laurencie (dir.), Encyclopédie de la musique et dictionnaire du conservatoire : Technique-Esthétique-Pédagogie, vol. 9, Paris, Éditions Delagrave, 1929 (1re éd. 1913), 612 p. (OCLC 269272, BNF 37069136, lire en ligne), partie 2

### Articles
- Ghislain Annetta, « Georges Friboulet : compositeur yvetotais, une conférence intéressante », Le Courrier Cauchois, Yvetot,‎ 26 octobre 2012, p. 34
- Paris Normandie, « Un compositeur oublié », Paris Normandie, Déville-lès-Rouen,‎ 20 octobre 2012 (lire en ligne)
- Ghislain Annetta, « Georges Friboulet : le compositeur oublié », Le Courrier Cauchois, Yvetot,‎ 19 octobre 2012, p. 2 (lire en ligne)
- Jean-Édouard Friboulet, « Georges Friboulet (1910-1992) », Musica et Memoria, Rioux, Éditions de l'Association Élisabeth et Joachim Havard de la Montagne,‎ mai 2012 (lire en ligne)
- Maroc Monde, « Le conservatoire de Casablanca est devenu un des meilleurs », Maroc Monde, Casablanca,‎ 14 juin 1955
- James Kivani (interview de Georges Friboulet), « Modernisation et renaissance de la musique andalouse », Maroc Demain, Casablanca,‎ octobre 1954, p. 1 et 5
- Georges Friboulet, « De l'harmonie dans la chanson moderne », Revue Musique et Radio, Paris, no 477,‎ février 1951, couverture et suite
- Le Petit Parisien (supplément pages Normandie), « Le compositeur Georges Friboulet nous parle de ses inspirations normandes », Le Petit Parisien, Paris,‎ 6 avril 1943
- M.A. Macé, « Concerts », Le Journal de Rouen, Rouen,‎ 24 avril 1941
- Albert Bazire, « Georges Friboulet », La Normandie illustrée, Rouen,‎ janvier 1938, p. 14
- Yves de la Durdent, « Un jeune Yvetotais à l'honneur », L'Abeille cauchoise, Yvetot,‎ 9 juin 1934

## Vidéographies
- « Le cahier de Fabienne (Georges Friboulet, Marguerite Duras, Peter Brook) », sur YouTube
- « Gaminerie, œuvre interprétée par Filipe Oliveira (classe du professeur Daniel Louro) », sur YouTube

## Sources

### Sites internet
- « Georges Friboulet (1910-1992) », sur la Bibliothèque nationale de France.
- « Georges Friboulet dans le catalogue du Système Universitaire de Documentation (SUDOC) », sur Sudoc.
- « Georges Friboulet (1910-1992) », sur Musimem.
- « Georges Friboulet (1910-1992) », sur le Portail de la musique contemporaine.

### Articles de l'encyclopédie
- Graciane Finzi
- Martine Kelly (nièce de Georges Friboulet)
- Liste de personnalités du pays de Caux